# 溫采尼鄉
47°48′N 26°47′E / 47.800°N 26.783°E
溫采尼鄉（羅馬尼亞語：Comuna Unțeni, Botoșani），是羅馬尼亞的鄉份，位於該國東北部，由博托沙尼縣負責管轄，面積64平方公里，海拔高度140米，2007年人口2,936，人口密度每平方公里46人。